# Women’s Cricket World Cup 2025
Der Women’s Cricket World Cup 2025 ist die geplante dreizehnte Ausgabe des Cricket World Cups der Frauen, der im One-Day-Format über 50 Over und soll vom 30. September bis zum 2. November 2025 in Indien und Sri Lanka ausgetragen werden.

## Teilnehmer
Der Qualifikationsprozess bestand aus zwei Stufen. Zum einen wurde zwischen Juni 2022 und Januar 2025 die ICC Women’s Championship 2022–2025 zwischen zehn Teams ausgetragen, dessen sechs bestplatzierten Mannschaften sich für die Weltmeisterschaft qualifizierten.
| - Australien - England - Indien - Neuseeland - Südafrika - Sri Lanka |

Die vier unterlegenen Teams, wie zwei weitere Mannschaften die durch hre Position in der Weltrangliste bestimmt wurden, bestreiten im April 2025 den Women’s Cricket World Cup Qualifier 2025 in Pakistan um die zwei verbliebenen Plätze spielen. Dabei qualifizierte sich:
| - Pakistan - Bangladesch |

## Austragungsorte
Indien wurde im Juli 2022 als Veranstalter des Turniers bekanntgegeben.
Auf Grund der Rivalität zwischen Indien und Pakistan kam es im Rahmen der ICC Champions Trophy 2025 zu langwierigen Verhandlungen. Am 19. Dezember 2024 wurde eine Einigung bekannt gegeben in der bei allen ICC Turnieren zwischen 2024 und 2027 in Indien und Pakistan jeweils ein hybrides Format gewählt würde, bei dem wenn ein Turnier in einem dieser Länder ausgetragen wird, das jeweils andere Land seine Begegnungen auf neutralem Grund austragen wird. Nachdem sich Pakistan für das Turnier qualifiziert hatte, wurde über einen möglichen weiteren Ausrichter entschieden. Am 2. Januar 2025 wurde Sri Lanka als weiterer Austragungsort bekanntgegeben.
Indien gab am 25. März 2025 die geplanten Stadien bekannt. Für das Finale war das Stadion in Mullanpur vorgesehen. Am 2. Juni 2025 wurden die Planungen revidiert und neben dem Stadion in Colombo auch andere Austragungsorte neu benannt und bisherige gestrichen.
| Stadion                    | Stadt         | Kapazität | Spiele |
| -------------------------- | ------------- | --------- | ------ |
| M. Chinnaswamy Stadium     | Bengaluru     | 42.000    |        |
| Barsapara Stadium          | Guwahati      | 40.000    |        |
| Holkar Stadium             | Indore        | 30.000    |        |
| ACA-VDCA Cricket Stadium   | Visakhapatnam | 30.000    |        |
| R. Premadasa Stadium (RPS) | Colombo       | 35.000    |        |

## Format
Die acht Teams spielen in einer Gruppen gegen jede andere Mannschaft einmal. Die ersten vier der Gruppe spielen dann in Halbfinale und Finale den Weltmeister aus.

## Aufwärmspiele
| 25. September Scorecard | Bengaluru (COE) | Indien | – | England |
|                         |                 |        |   |         |

| 25. September Scorecard | Bengaluru | Neuseeland | – | Südafrika |
|                         |           |            |   |           |

| 25. September Scorecard | Colombo (CCC) | Sri Lanka | – | Pakistan |
|                         |               |           |   |          |

| 25. September Scorecard | Colombo (RPS) | Sri Lanka A | – | Bangladesch |
|                         |               |             |   |             |

| 27. September Scorecard | Bengaluru (COE) | Australien | – | England |
|                         |                 |            |   |         |

| 27. September Scorecard | Bengaluru | Indien | – | Neuseeland |
|                         |           |        |   |            |

| 27. September Scorecard | Colombo (CCC) | Sri Lanka | – | Bangladesch |
|                         |               |           |   |             |

| 28. September Scorecard | Bengaluru (COE) | Indien A | – | Südafrika |
|                         |                 |          |   |           |

| 28. September Scorecard | Colombo (CCC) | Sri Lanka A | – | Pakistan |
|                         |               |             |   |          |

## Vorrunde
Tabelle
| Vorrunde    | Sp. | S | N | NR | P | NRR    |
| ----------- | --- | - | - | -- | - | ------ |
| Australien  |     |   |   |    | 0 | +0.000 |
| Bangladesch |     |   |   |    | 0 | +0.000 |
| England     |     |   |   |    | 0 | +0.000 |
| Indien      |     |   |   |    | 0 | +0.000 |
| Neuseeland  |     |   |   |    | 0 | +0.000 |
| Pakistan    |     |   |   |    | 0 | +0.000 |
| Südafrika   |     |   |   |    | 0 | +0.000 |
| Sri Lanka   |     |   |   |    | 0 | +0.000 |

Spiele
| 30. September Scorecard | Bengaluru | Indien | – | Sri Lanka |
|                         |           |        |   |           |

| 1. Oktober Scorecard | Indore | Australien | – | Neuseeland |
|                      |        |            |   |            |

| 2. Oktober Scorecard | Colombo | Bangladesch | – | Pakistan |
|                      |         |             |   |          |

| 3. Oktober Scorecard | Bengaluru | England | – | Südafrika |
|                      |           |         |   |           |

| 4. Oktober Scorecard | Colombo | Sri Lanka | – | Australien |
|                      |         |           |   |            |

| 5. Oktober Scorecard | Colombo | Indien | – | Pakistan |
|                      |         |        |   |          |

| 6. Oktober Scorecard | Indore | Neuseeland | – | Südafrika |
|                      |        |            |   |           |

| 7. Oktober Scorecard | Guwahati | Bangladesch | – | England |
|                      |          |             |   |         |

| 8. Oktober Scorecard | Colombo | Australien | – | Pakistan |
|                      |         |            |   |          |

| 9. Oktober Scorecard | Visakhapatnam | Indien | – | Südafrika |
|                      |               |        |   |           |

| 10. Oktober Scorecard | Visakhapatnam | Bangladesch | – | Neuseeland |
|                       |               |             |   |            |

| 11. Oktober Scorecard | Guwahati | England | – | Sri Lanka |
|                       |          |         |   |           |

| 12. Oktober Scorecard | Visakhapatnam | Indien | – | Australien |
|                       |               |        |   |            |

| 13. Oktober Scorecard | Visakhapatnam | Bangladesch | – | Südafrika |
|                       |               |             |   |           |

| 14. Oktober Scorecard | Colombo | Sri Lanka | – | Neuseeland |
|                       |         |           |   |            |

| 15. Oktober Scorecard | Colombo | England | – | Pakistan |
|                       |         |         |   |          |

| 16. Oktober Scorecard | Visakhapatnam | Australien | – | Bangladesch |
|                       |               |            |   |             |

| 17. Oktober Scorecard | Colombo | Sri Lanka | – | Südafrika |
|                       |         |           |   |           |

| 18. Oktober Scorecard | Colombo | Neuseeland | – | Pakistan |
|                       |         |            |   |          |

| 19. Oktober Scorecard | Indore | Indien | – | England |
|                       |        |        |   |         |

| 20. Oktober Scorecard | Colombo | Bangladesch | – | Sri Lanka |
|                       |         |             |   |           |

| 21. Oktober Scorecard | Colombo | Pakistan | – | Südafrika |
|                       |         |          |   |           |

| 22. Oktober Scorecard | Indore | Australien | – | England |
|                       |        |            |   |         |

| 23. Oktober Scorecard | Guwahati | Indien | – | Neuseeland |
|                       |          |        |   |            |

| 24. Oktober Scorecard | Colombo | Sri Lanka | – | Pakistan |
|                       |         |           |   |          |

| 25. Oktober Scorecard | Indore | Australien | – | Südafrika |
|                       |        |            |   |           |

| 26. Oktober Scorecard | Guwahati | England | – | Neuseeland |
|                       |          |         |   |            |

| 26. Oktober Scorecard | Bengaluru | Indien | – | Bangladesch |
|                       |           |        |   |             |

## Halbfinale
Sollte sich Pakistan qualifizieren, bestreiten diese das erste Halbfinale in Colombo.
| 29. Oktober Scorecard | Colombo/Guwahati | 1. – 4. Gruppe | – | 1. – 4. Gruppe |
|                       |                  |                |   |                |

| 30. Oktober Scorecard | Bengaluru | 1. – 4. Gruppe | – | 1. – 4. Gruppe |
|                       |           |                |   |                |

## Finale
| 2. November Scorecard | Bengaluru/Colombo | Sieger Halbfinale 1 | – | Sieger Halbfinale 1 |
|                       |                   |                     |   |                     |

## Organisation und Umfeld

### Sponsoren
Es wird das erste Turnier des Weltverbandes sein, bei dem die Sponsorenverträge des Turniers unabhängig vom Männer-Cricket abgeschlossen werden.